# Северка (приток Шелони)
Северка (Севера) — река в России, протекает в Волотовском районе Новгородской области и Дедовичском районе Псковской области. Река вытекает из озера Должино и течёт преимущественно на юго-запад. Устье реки находится в 210 км по правому берегу реки Шелонь в деревне Северное Устье. Длина реки составляет 33 км, площадь водосборного бассейна 286 км².
В 20 км от устья, по левому берегу реки впадает река Хмелька.
У истока река протекает через территорию Славитинского сельского поселения Волотовского района. По берегам реки стоят деревни Должино, Мостище, Сельцо, Кривицы и Заречье. Ниже в Дедовичском районе по берегам реки стоят деревни Шелонской волости Першнево, Сосница, Северо, Чернёво, Боковень, Зуёвка, Тюриково и Северное Устье.

## Данные водного реестра
По данным государственного водного реестра России относится к Балтийскому бассейновому округу, водохозяйственный участок реки — Шелонь, речной подбассейн реки — Волхов. Относится к речному бассейну реки Нева (включая бассейны рек Онежского и Ладожского озера).
Код объекта в государственном водном реестре — 01040200412102000024359.